# Wijchen
Wijchen es una localidad y un municipio de la provincia de Güeldres en los Países Bajos. El municipio se formó en 1984 por la fusión de los antiguos ayuntamientos de Batenburg, Bergharen y Wijchen. Tiene una superficie de 69,56 km², de los que 1,98 km² corresponden a la superficie ocupada por el agua. El 1 de enero de 2014 contaba con 41.043 habitantes, lo que equivale a una densidad de 617 h/km².
Wijchen está estrechamente asociada a Nimega, la ciudad más grande del entorno. Dispone de infraestructuras y servicios propios de una urbe, así como de un variado entorno natural. Uno de los elementos de mayor interés es el Castillo de Wijchen. Dentro de los límites municipales existen otros castillos, como el de Hernen, la Casa de Leur, y el castillo de Batenburg (actualmente en ruinas). Sin embargo la principal atracción del entorno de Wijchen son los Jardines de Appeltern, un conjunto de 180 jardines de exposición que ofrecen al visitante ideas para la decoración de un jardín propio.
Wijchen también es conocido por la Vierdaagse de Nimega, de la que el segundo día es el "día de Wijchen".

## Núcleos urbanos
El municipio está formado por Wijchen, donde se localiza el ayuntamiento y que es con diferencia el núcleo mayor, Alverna, Balgoij, Batenburg, Bergharen, Hernen, Leur, Niftrik y Woezik, además de la aldea de Laak.

## Galería

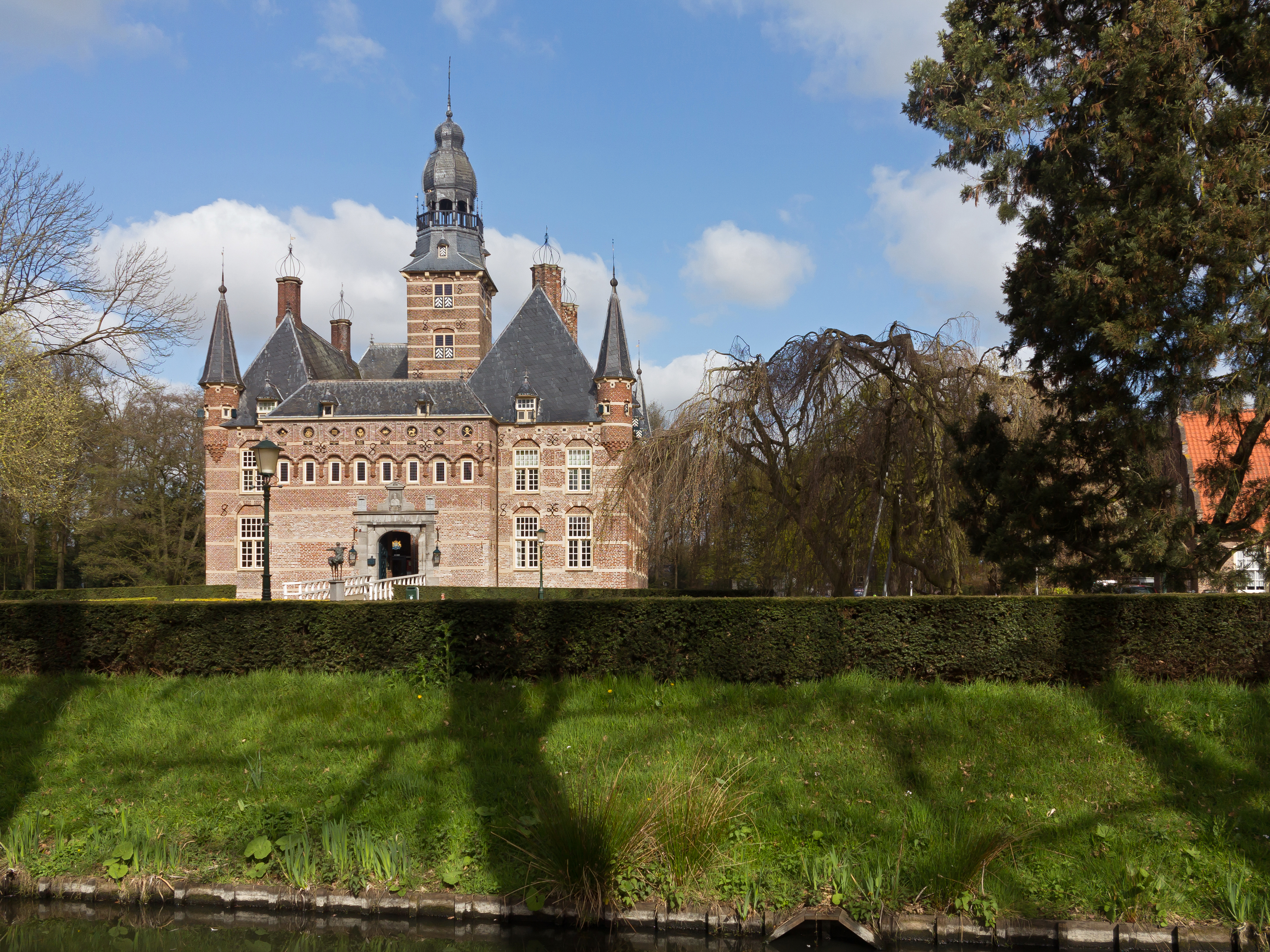
El castillo de Wijchen
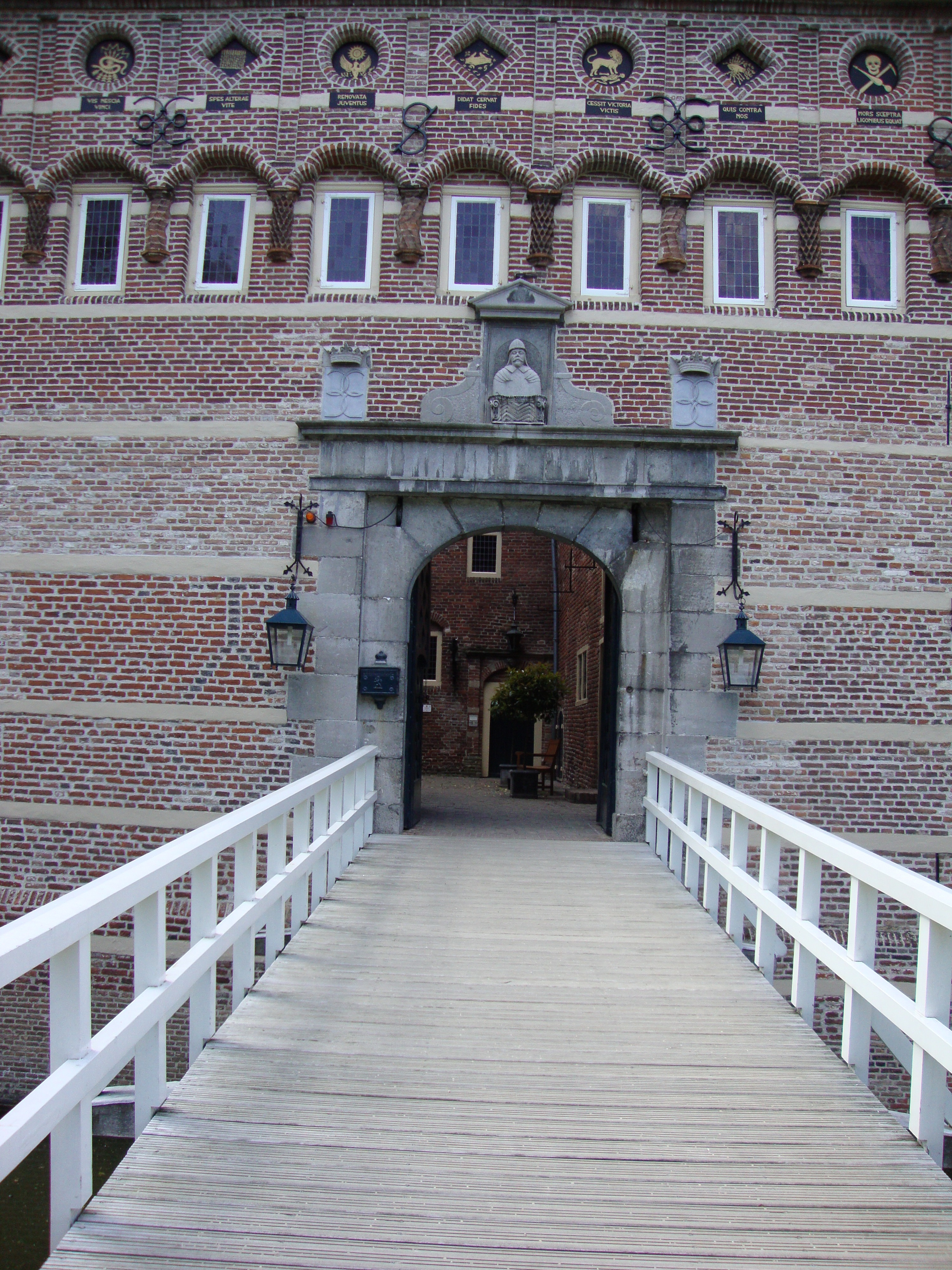
La puerta de entrada al castillo de Wijchen
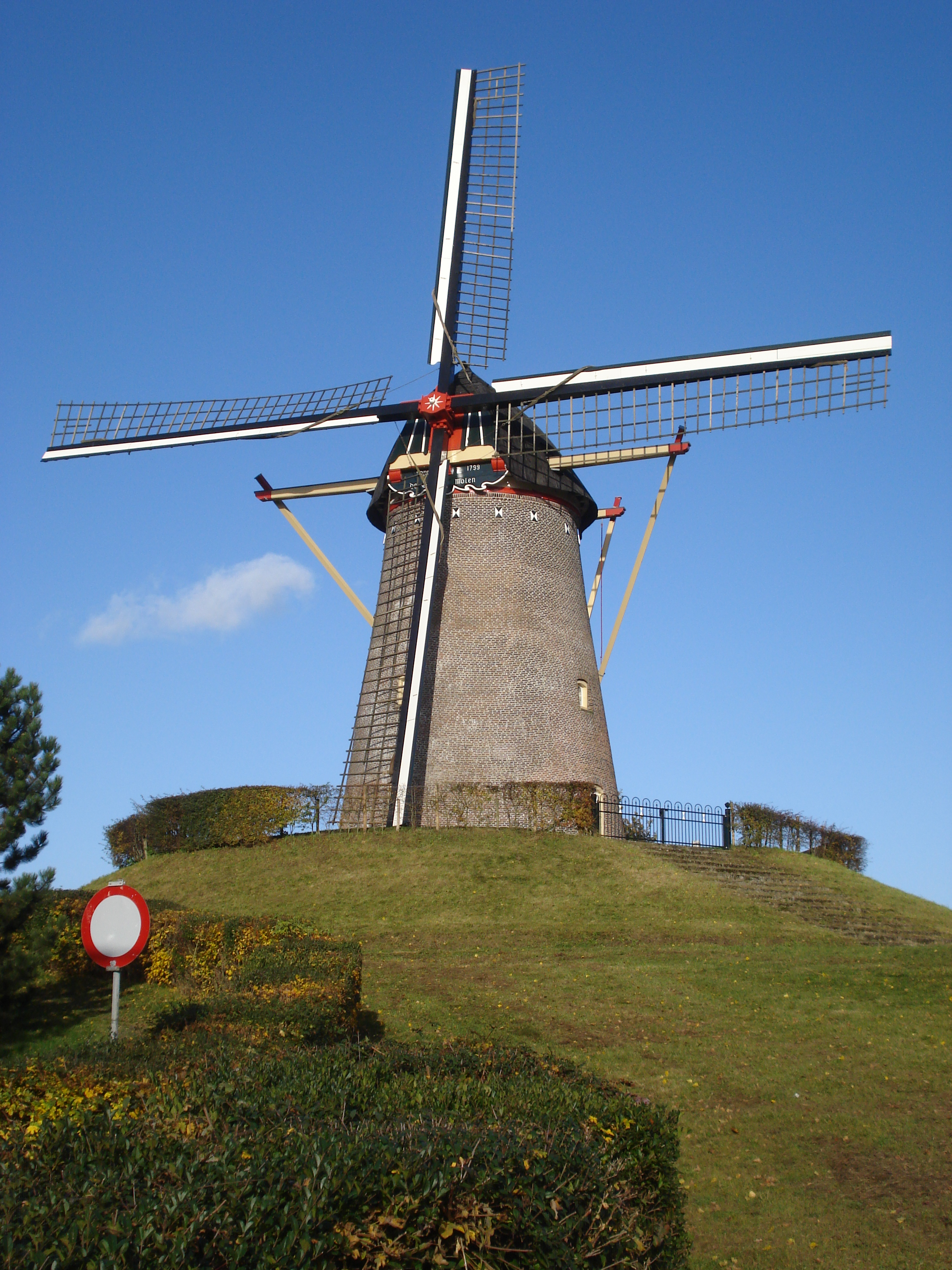
Wijchen, el molino viejo
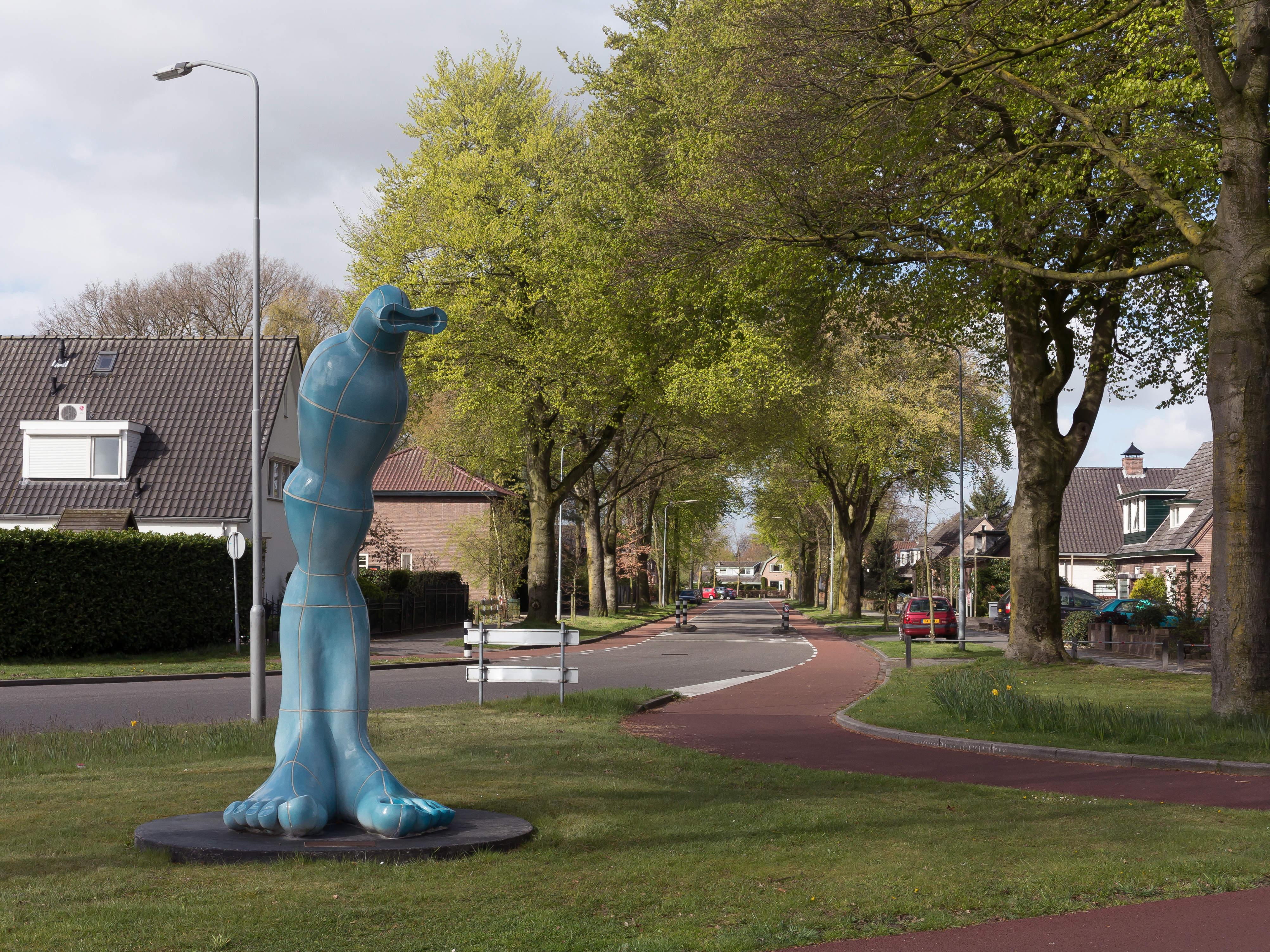
Wijchen, la cerámica: Donde el ojo ya está, el pie quiere ir
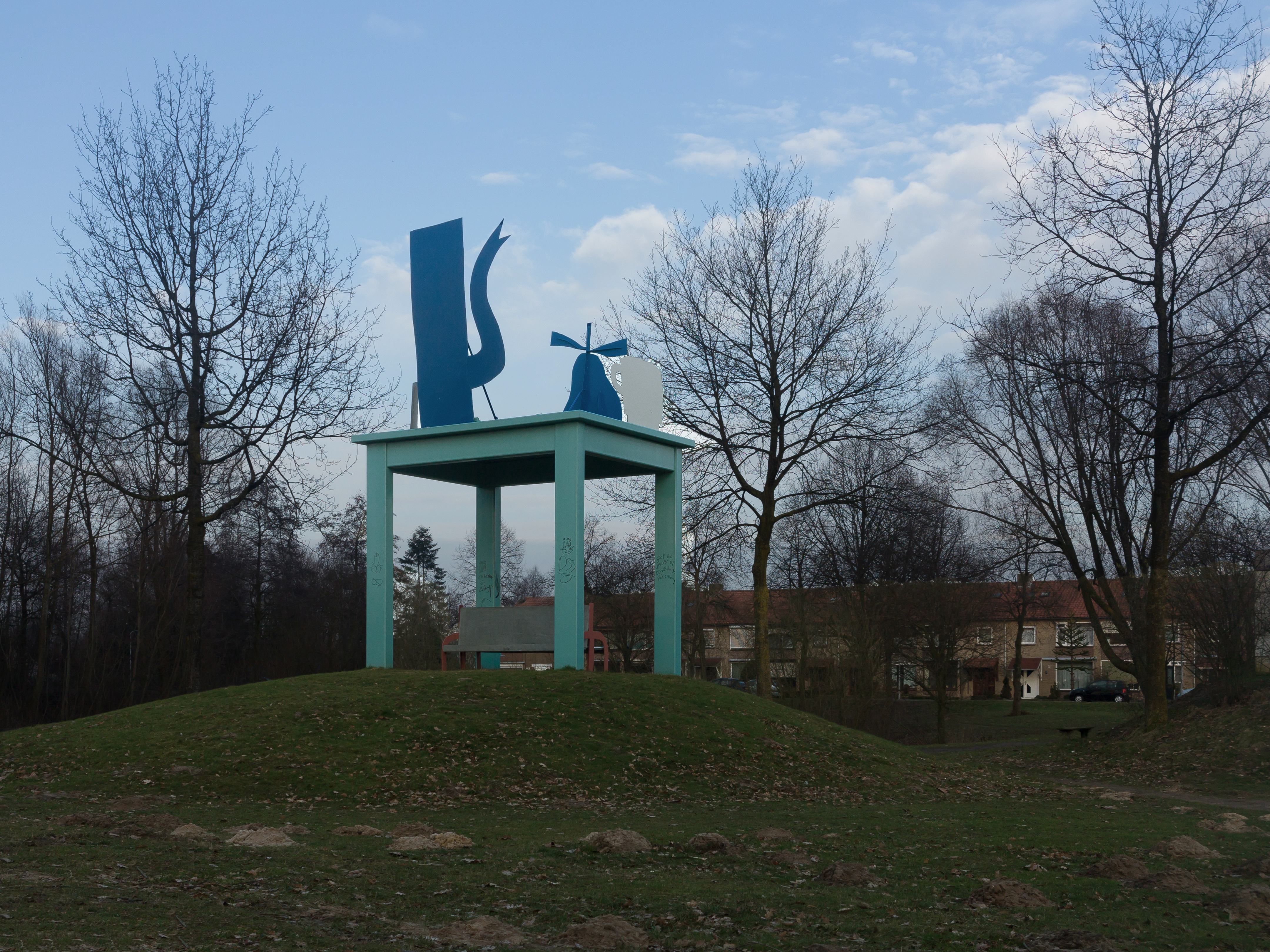
Wijchen, la escultura: La Mesa
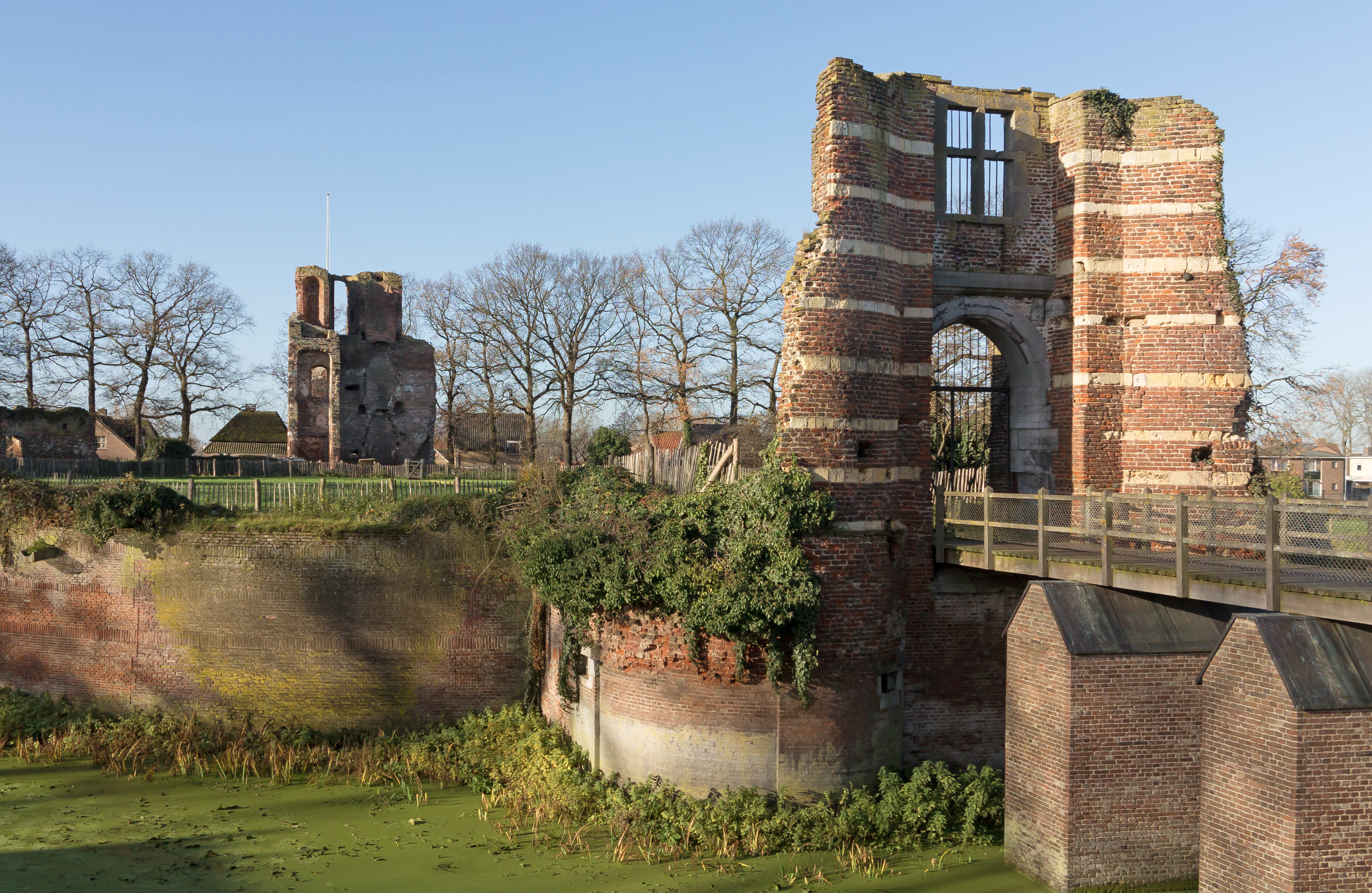
Los restos del castillo de Batenburg
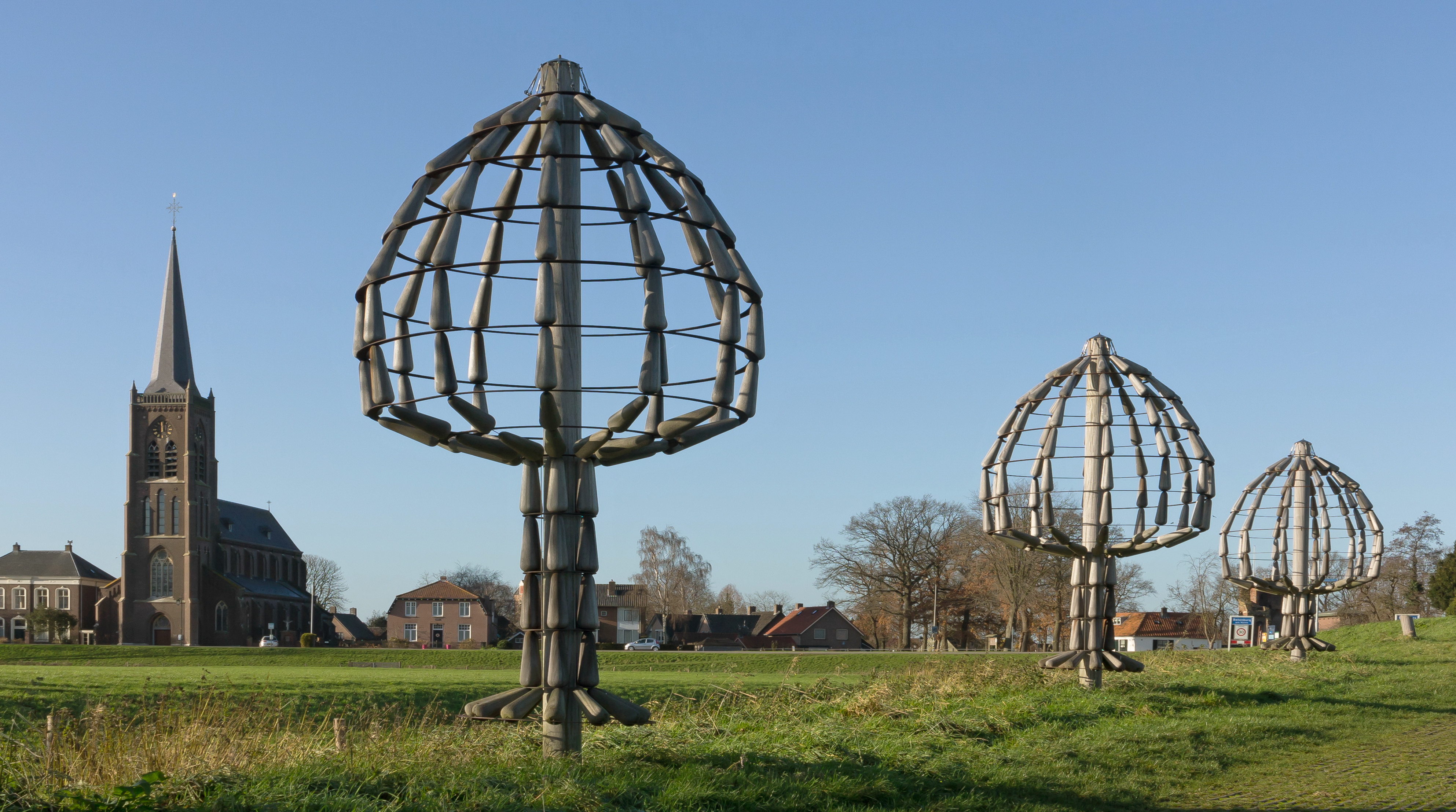
Batenburg, la escultura: Las imágenes del árbol
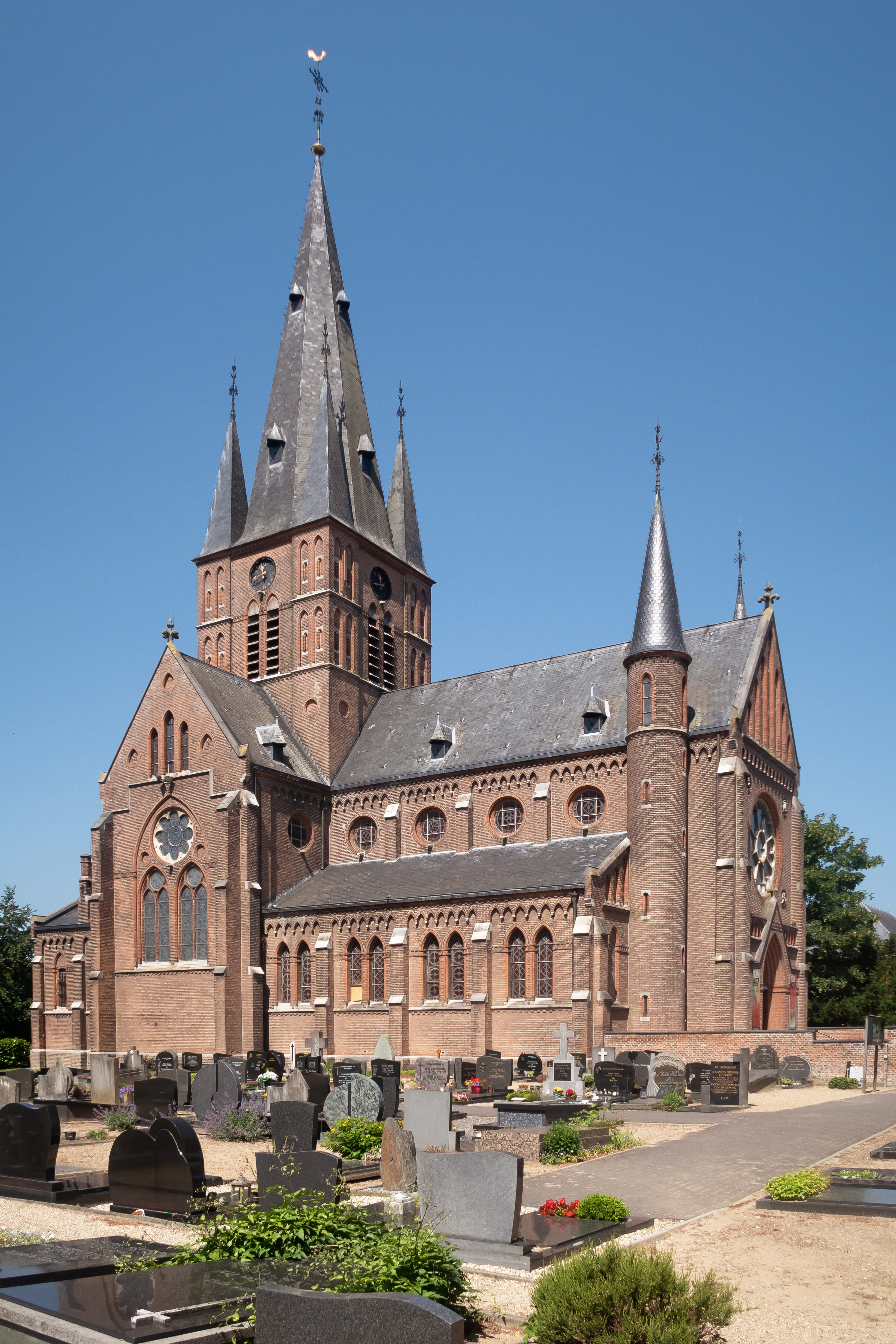
Bergharen, la iglesia: la Sint Annakerk
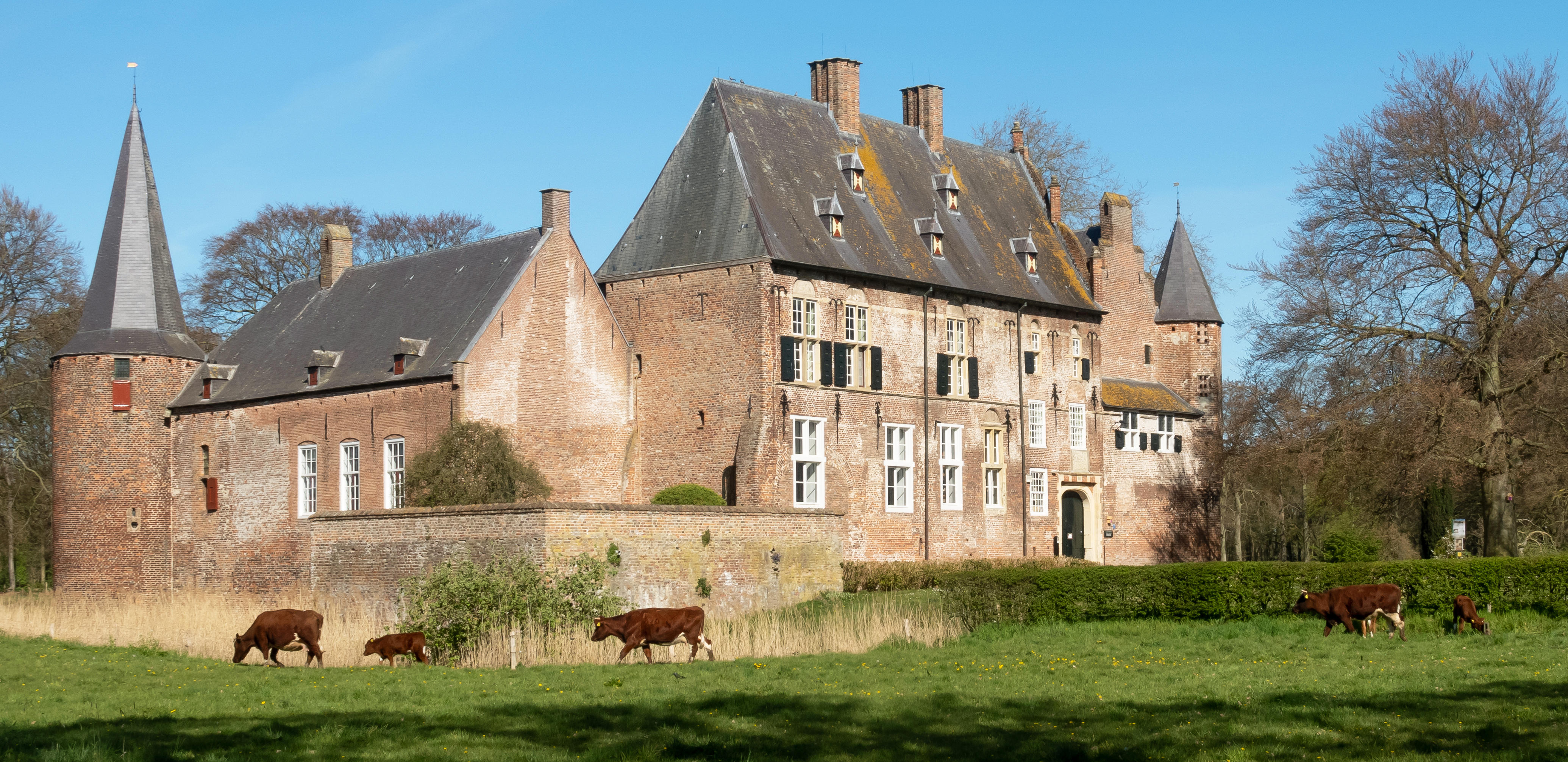
El castillo de Hernen
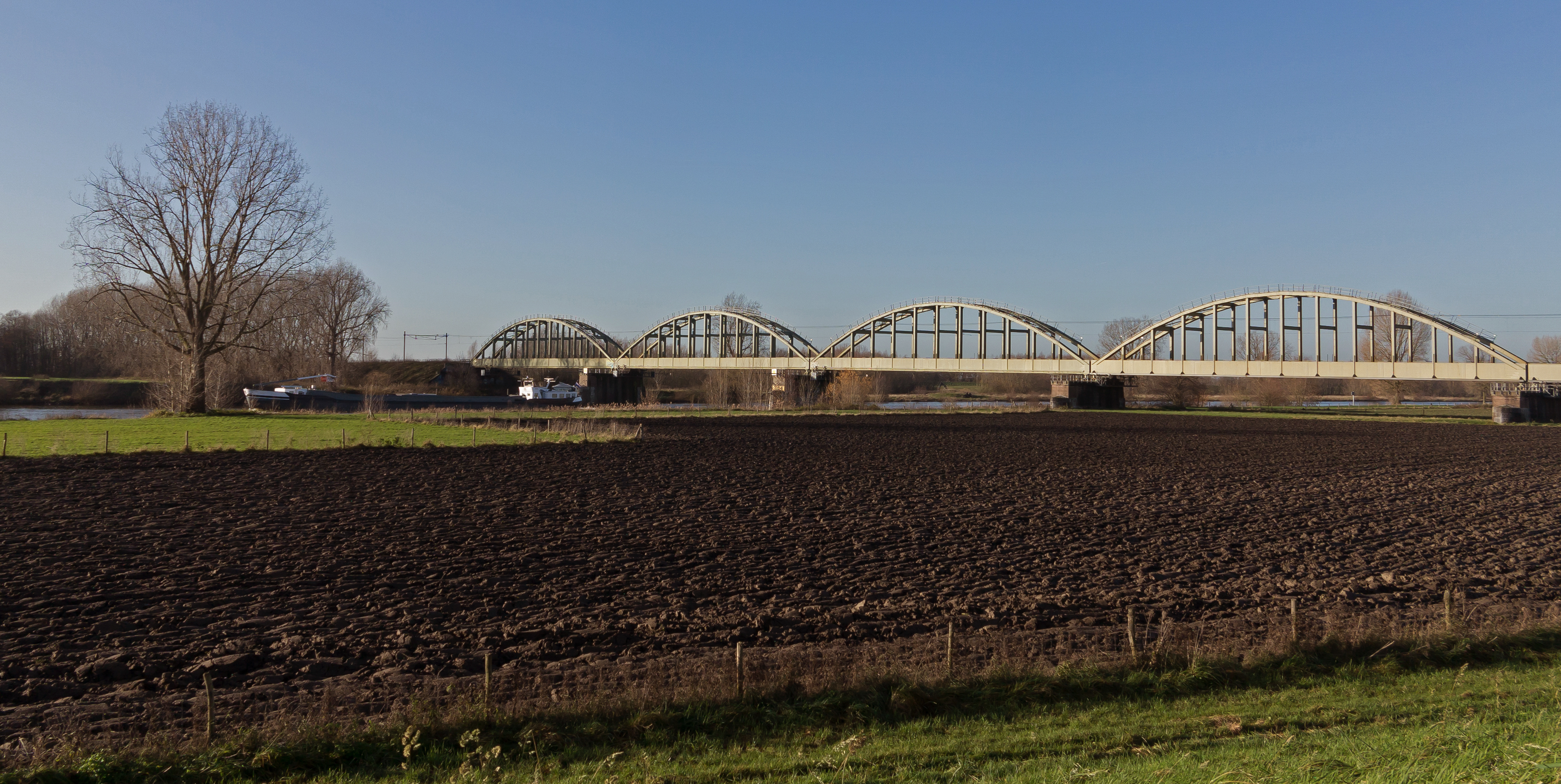
El puente ferroviario sobre el río Mosa entre Niftrik y Balgoij
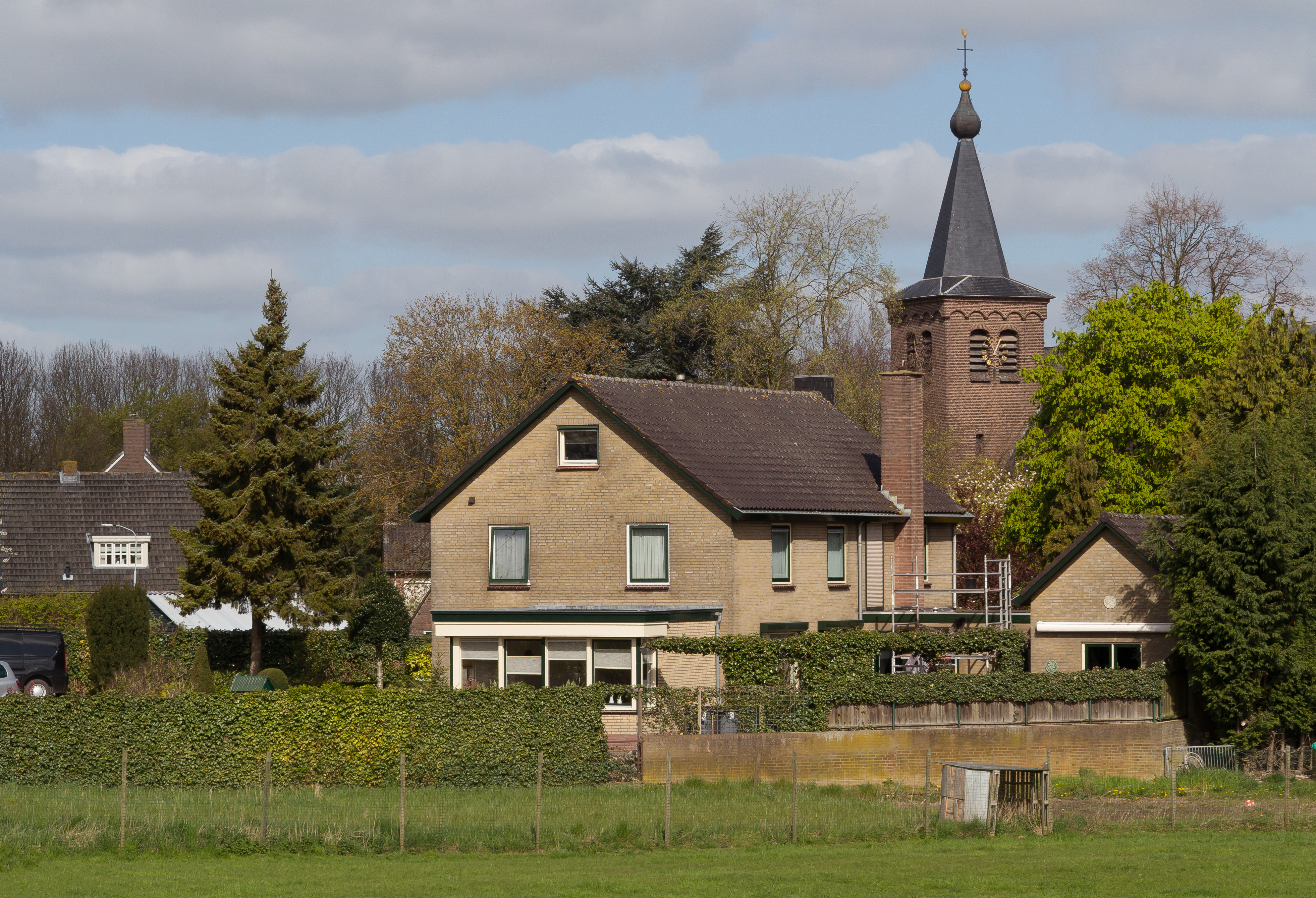
Niftrik, la torre de la iglesia en el pueblo
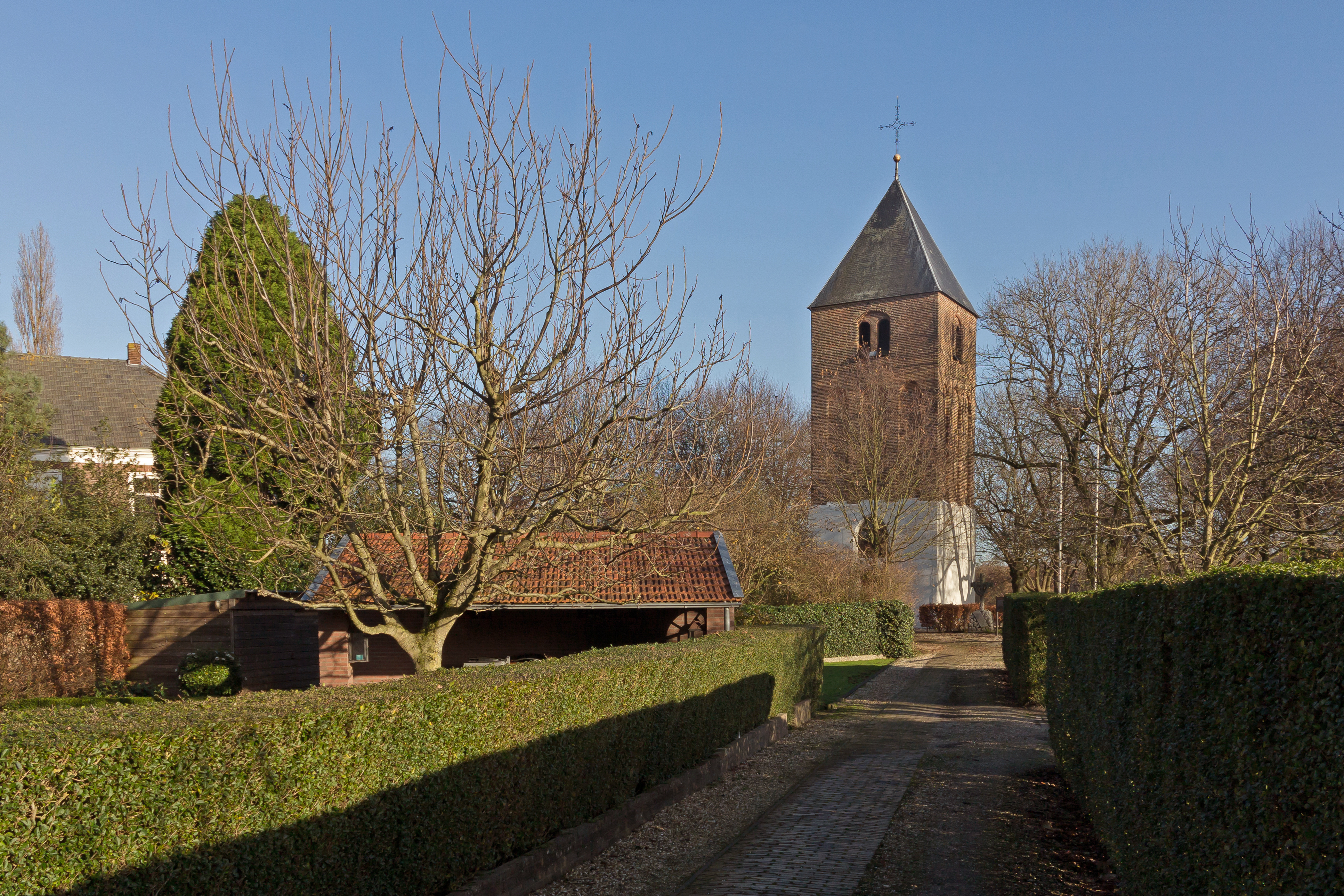
Balgoij, la torre de la vieja iglesia